# بخش یونسی
بخش یونسی شهرستان بجستان، به مرکزیت شهر یونسی، یکی از بخش‌های شهرستان بجستان است. این بخش، از دو دهستان یونسی و سردق تشکیل شده و بر اساس سرشماری سال ۱۳۹۰، تعداد ۱۰٬۳۳۸ نفر جمعیت داشته‌است. از این تعداد، ۲٬۸۷۵ نفر در دهستان یونسی، ۳٬۹۵۹ نفر در دهستان سردق و ۳٬۵۰۴ نفر در شهر یونسی ساکن بوده‌اند.